# Kommende Hesel

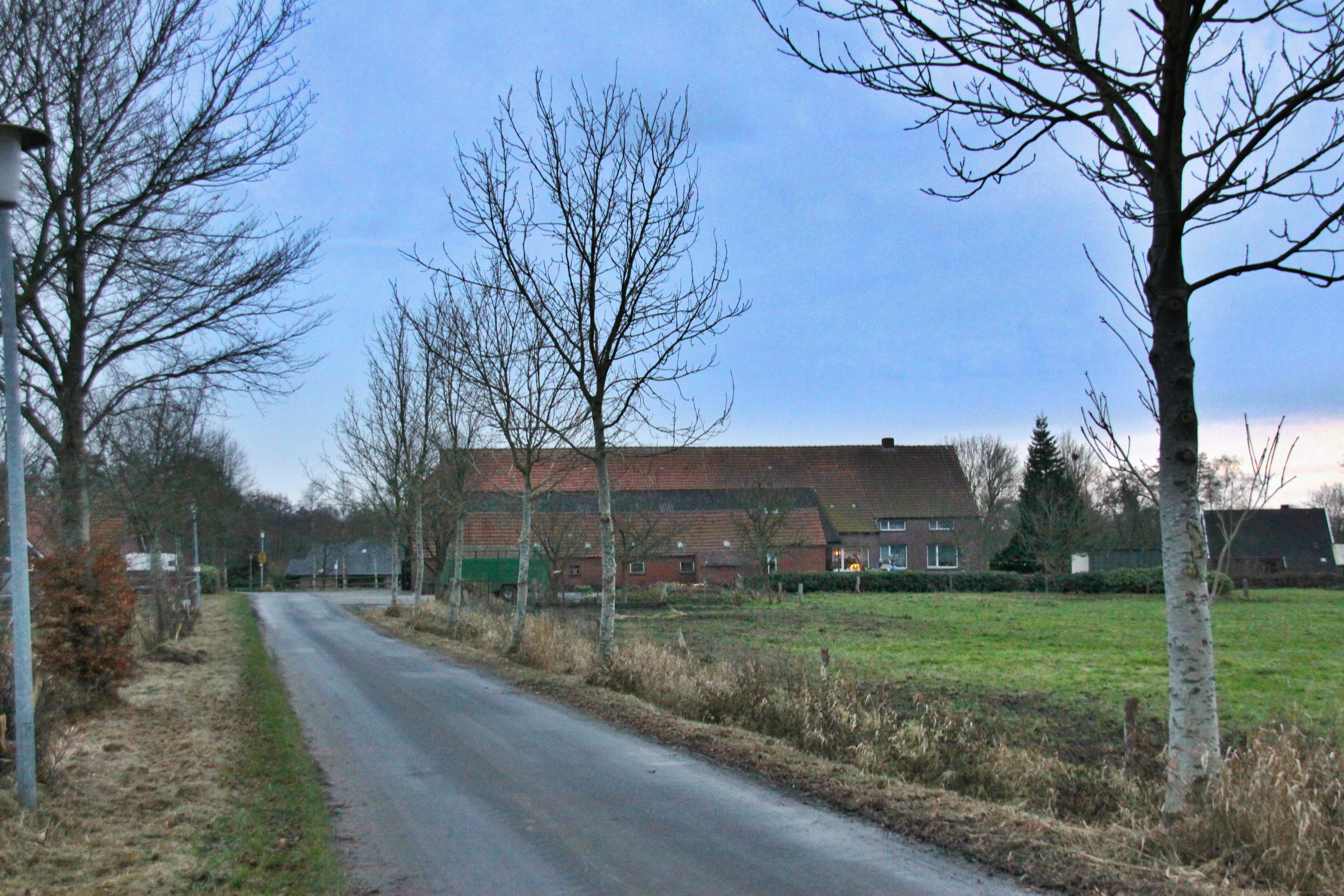
Das Heseler Vorwerk (2012).

Die Kommende Hesel (auch Kloster Hesel genannt) war ein ostfriesisches Ordenshaus der Johanniter. Es lag südwestlich von Hesel im Moormerland und wurde erstmals 1319 im sogenannten Groninger Vergleich urkundlich erwähnt, 1495 nach Hasselt inkorporiert, aber noch 1499 als eigenständige Kommende erwähnt.

## Geschichte
Über die Geschichte der Kommende ist wenig bekannt. Archiv und Bibliothek gingen nach der Reformation verloren und die Wüstung der Ordensniederlassung wurde bisher nicht archäologisch untersucht. Erstmals wird sie 1319 im sogenannten Groninger Vergleich urkundlich erwähnt. Unbekannt ist, ob der Name des Hauses, Holse, auf das benachbarte Holtland zurückgeht, oder ob es nach dem Dorf Hesel benannt wurde. Möglicherweise ging es mitsamt dem dazugehörigen Grund und Boden im Jahre 1290 an den Johanniterorden über, als dieser das Dorf Hesel vom Kloster Werden kaufte. Die Kirche des Konvents stand an der Stelle des heutigen Heseler Vorwerkes. Vermutlich war es eine Granitquaderkirche, die vor 1250 errichtet wurde. Sie besaß einen kreuzförmigen Grundriss, der mit einer halbrunden Apsis nach Osten abgeschlossen war.
Die wirtschaftliche Basis der Kommende war bescheiden. Die umliegenden Ländereien bestanden hauptsächlich aus Esch- oder sandigen Waldböden sowie niedrig gelegenen Ländereien, die häufig überschwemmt wurden. Die Erträge blieben dementsprechend gering. Möglicherweise wurde das Haus deshalb 1495 samt seinem Vorwerk in Stikelkamp nach Hasselt inkorporiert. Es wird aber noch 1499 als eigenständige Kommende erwähnt.
Nach der Reformation wurden alle Niederlassungen der Johanniter in Ostfriesland von den Grafen enteignet. Dabei nutzten die Grafen offenbar eine ältere landesherrliche Schutzgewalt über den Orden, was 1549 zu mehreren Prozessen vor dem Reichskammergericht führte.
Am 3. September 1574 einigten sich beide Parteien auf einen Vergleich. Die damals regierende Gräfin von Ostfriesland Anna musste die Ordensgüter Langholt und Hasselt „mit allen Vorwerken, Gülten, Renten und andern Zubehörungen“ zurückgeben. Diese wurden anschließend vom Orden, vertreten durch die Johanniterkomturei in Burgsteinfurt, an Erbpächter vergeben und später an diese verkauft. Die Gebäude verfielen jedoch immer mehr und wurden teilweise als Steinbruch genutzt. Die letzten baulichen Reste der Kirche im Heseler Vorwerk wurden 1852 beseitigt.
Heute ist von der Kommende nichts mehr erhalten.